# Astragalus alaschanus
Astragalus alaschanus es una  especie de planta herbácea perteneciente a la familia de las leguminosas. Se encuentra en Asia.

## Descripción
Es una planta herbácea que alcanza un tamaño de 20-80 cm de altura, cespitosa, cubierta con pelos de 0,1-0,3 mm. Los tallos de 5-10 cm, ligeramente peludos a más densamente blancos. Las hojas de 2-6 cm, subsésiles; las estípulas verdosas, de 2-3 mm, los foliolos en  (3 ) 5 - 8 pares, elípticos a obovados, de 3.7 x 5.2 mm, el envés poco a ligeramente peludo, adaxialmente glabro o con pelos dispersos, el ápice redondeado a retuso. Las inflorescencias en forma de racimos de hasta 2 cm, con hasta 20 flores; pedúnculo de 3-4 cm, blanco y peludo como el raquis, brácteas membranosas blanquecinas. Los pétalos de color amarillo verdoso y de color amarillento cuando están secos.

## Distribución
Se encuentra a una altitud de alrededor de 2000 metros, en Gansu, Mongolia Interior, Ningxia, Xinjiang y Mongolia.

## Taxonomía
Astragalus alaschanus fue descrita por Alexander von Bunge ex Carl Johann Maximowicz y publicado en Bulletin de l'Academie Imperiale des Sciences de St-Petersbourg 24(1): 31, en el año 1877.
Etimología
Astragalus: nombre genérico derivado del griego clásico άστράγαλος y luego del Latín astrăgălus aplicado ya en la antigüedad, entre otras cosas, a algunas plantas de la familia Fabaceae, debido a la forma cúbica de sus semillas parecidas a un hueso del pie.
alaschanus: epíteto latino 
Sinonimia
- Astragalus chingianus E.Peter[5]